# 平江河 (苏州)
平江河是中国江苏省苏州市的一条河流。南起葑门十全河，经望门桥、望星桥、忠信桥等19座桥，北至东、西北街河。全长2,850米，宽度5至6米。在1980年先后两次疏浚，两年后又拓宽河面、重修驳岸。

## 桥梁
- 望门桥、望星桥、忠信桥、寿星桥、吴王桥、官太尉桥、苑桥、思婆桥、寿安桥、雪糕桥、胜利桥、苏军桥、众安桥、通利桥、胡厢使桥、保吉利桥、庆林桥、潘家桥、石家角桥